# Chirona hameri
Chirona hameri är en kräftdjursart som först beskrevs av Peder Ascanius 1767.  Chirona hameri ingår i släktet Chirona och familjen Archaeobalanidae. Enligt den svenska rödlistan är arten otillräckligt studerad i Sverige. Arten förekommer i Götaland. Artens livsmiljö är havet. Inga underarter finns listade i Catalogue of Life.